# انواع مقاومت‌های زمین

## مقاومت مخصوص زمین
مقاومت مخصوص زمین عبارتند از مقاومت یک متر مکعب از زمین به ابعاد۱m×1m×1m که بین دو الکترود صفحه‌ای سنجیده شده باشد. مقاومت مخصوص زمین بستگی به نوع مواد تشکیل دهنده زمین دارد و لذا در هر قسمت از زمین متفاوت است.

## مقاومت گسترده میل زمین
عبارتست از مقاومت زمین بین میل زمین و نقطه‌ای از زمین هموار (همسطح) بر حسب اهم؛ لذا مقاومت گسترده زمین بستگی به نوع زمین (مقاومت مخصوص زمین) و نوع میل (لوله‌ای یا صفحه‌ای) و طرز قرار گرفتن آن در زمین (عمقی یا سطحی) دارد.
تبصره: تغییرات جزئی درابعاد میل در مقاومت گسترده میل زمین بی تأثیر است.

## مقاومت زمین
عبارتند از مقاومت گسترده زمین باضافه مقاومت سیم زمین
ولتاژهای مختلف در ضمن عبور جریان از میل زمین

### اختلاف سطح میل
عبارتند از ولتاژی که در ضمن عبور جریان از زمین‌کننده بین میل و زمین هموار (همسطح) به وجود می‌آید.

### اختلاف سطح زمین
عبارتند از اختلاف پتانسیل هر نقطه از زمین بین همسطح و میل زمین

### اختلاف سطح تماسی
عبارتست از قسمتی از ولتاژ میل که توسط انسان برداشت می‌شود.
بطوری‌که قسمتی از جریان زمین در اثر این ولتاژ از دست و پا (به‌طور افقی در حدود یک متر) یا بین دو دست عبور می‌کند.

### اختلاف سطح قدم
عوندمنتمنت

## انواع میل‌ها
میل‌ها را می‌توان کلاً به دو دسته تقسیم کرد: میل سطحی و میل عمقی
میل سطحی تشکیل شده از یک یا چند مفتول یا تسمه یا طناب فولادی روی اندود (آهن سفید) که در عمق کم (در حدود ۵/۰ تا ۱ متر) در زمین چال می‌شود و ممکن است به صورت ساده (خطی)، اشعه‌ای (پنج ای)، کمربندی، غربالی یا ترکیبی از آن‌ها باشد. طول یا ابعاد میل سطحی بستگی به مقدار مقاومت گسترده مورد نیاز دارد.
میل سطحی بهتر است کاملاً صاف و افقی در زمین قرار گیرد و در صورتی‌که میل دارای انشعاب‌هایی است (مثل پنجه‌ای) باید به خاطر جلوگیری از اثر متقابل اشعه‌ها بر یکدیگر زاویه بین اشعه‌ها از ۶۰ درجه کمتر نشود. بعبارت دیگر تعداد نباید از ۶ عدد تجاوز کند. معمولاً در پست‌های فشار قوی آزاد از ۴ اشعه زاویه ۹۰ درجه استفاده می‌شود.
مقاومت گسترده میل کمربندی چندان تفاوتی با میل خطی با ثابت بودن مصالح بکار برده شده ندارد و بدین جهت بخصوص در استاسیون‌ها و پست‌های فشار قوی با مساحت نسبتاً کم در صورتی‌که میل کمربندی دور تا دور پست را احاطه کند مناسب تر از میل خطی است. در صورتی‌که زمین در عمقی که میل کار گذارده می‌شود، به قدر کافی مرطوب نباشد بهتر است روی ان چمن کاری شود.
۲) میل عمقی
میل عمقی که در اعماق زمین چال می‌شود دو نوع است:
میل میله‌ای و میل صفحه‌ای
الف) میل میله‌ای
میله‌ای تشکیل شده از یک میله، لوله یا هر پروفیل دیگر از آهن سفید که به‌طور عمودی در زمین کوبیده می‌شود و طول و تعداد آن بستگی به مقاومت گسترده لازم دارد.
برای کوچک کردن مقاومت گسترده میل می‌توان از ترکیب چند میل استفاده کرد. فاصله میل‌ها بخاطر جلوگیری از اثر متقابل آن‌ها بهتر است از دو برابر طول میل کوچکتر نشود. فقط در صورتی‌که تمام طول میل‌های موازی به علت یخ بندان یا مناسب بودن قسمتی از زمین، مؤثر واقع نشود، می‌توان فواصل میل را به اندازه دو برابر طول مؤثر میل انتخاب کرد.
در صورتی‌که خاک زمین اطراف میل از نظر رطوبت و هدایت مساعد و مناسب بهتر است از لوله‌های سوراخ دار استفاده شود و سالی یک یا چند بار با محلول رقیق سودا (جوش شیرین) پر شود.
ب) میل صفحه‌ای
میل صفحه‌ای از ورق آهن روی اندود (آهن سفید) به ضخامت ۳ میلی‌متر تشکیل شده و به‌طور عمودی در زمین چال می‌شود، ابعاد آن متناسب با مقاومت گسترد لازم ۱m×1m یا ۱m×0.5m است. در موقع قرار دادن صفحه در زمین باید دقت کرد که لبه بالای صفحه حداقل یک متر زیر سطح زمین قرار گیرد.
در صورتی‌که به خاطر کوچک کردن مقاومت گسترده زمین از چند صفحه استفاده می‌شود بهتر است که فواصل صفحه‌ها از ۳ متر کمتر نباشد.
صفحات ممکن است یک تکه یا مشبک (سوراخ سوراخ) باشند.
یکی از مزایای میل صفحه‌ای این است که می‌توان آن را در اعماق زمین و نزدیک به سطح آب زیر زمینی که دارای مقاومت مخصوص کمتری است چال کرد. در این حالت بهتر است صفحه را به صورت لوله خم کرد و در انتهای چاه که بدین منظور حفر شده‌است قرار داد و سپس چاه را با خاک سرند شده و نرم مخلوط با آن زیاد پر کرد. از میل صفحه‌ای امروز به ندرت استفاده می‌شود، زیرا کندن چاه و تهیه خود صفحه مستلزم تحمل هزینه زیادی است. لازم به یادآوری است که در تمام انواع و اقسام میل‌ها که فوقاً به آن اشاره شد می‌توان علاوه بر آهن سفید، از مس یا آهن مس اندود نیز استفاده کرد.
تبصره ۱ – در صورتی‌که میل‌ها با کروزیون و خورندگی شدید در زمین مواجه باشند یا ازفولاد معمولی (بدون روکش ضد زنگ) استفاده شده باشد باید سطح مقطع میل‌ها از آنچه که در جدول فوق داده شده‌است بزرگتر انتخاب گردد.
تبصره ۲ – از فلزات سبک بهتر است در تأسیسات زمین استفاده نشود.

## سیم زمینی
همان‌طور که قبلاً نیز اشاره شد، سیم زمین ارتباط بین میل و قطعاتی که باید زمین شوند برقرار می‌کند و باید حتی المقدورکشیده شود که قابل رویت باشد. در موقع انتخاب سطح مقطع زمین باید در نظر گرفت که در موقع اتصال دوبل زمین، اغلب جریانی معادل جریان اتصال کوتاه از آن عبور می‌کند و سیم زمین باید بتواند این جریان را از خود عبور دهد، بدون این که ایجاد فشار تماس زیاد کند.
در هر حال نباید سطح مقطع سیم زمین از مقادیر زیر کوچکتر انتخاب گردد.
سیم فولادی روی اندود ۵۰mm۲
سیم آلومینیومی ۳۵mm۲
سیم مسی ۱۶mm۲
سیم هائی که در زمین و بدون روپوش و عایق الکتریکی کشیده می‌شوند جزئی از میل محسوب می‌شوند و طبق جدول بالا انتخاب می‌شوند. در ضمن باید هر یک از سیم‌های زمین که از دستگاهی منشعب می‌شود مستقیماً به شین زمین وصل شود (اتصال موازی) و از سری و زنجیر کردن آن‌ها باید به شدت اجتناب نمود.

## شین زمینی
شین زمین رابط بین سیم زمین و میل زمین است و تمام سیم‌های زمین از آن منشعب می‌شوند. شین زمین که معمولاً از آهن روی اندود انتخاب می‌شود، با یک فاصله مناسبی نسبت به زمین و دیوار نصب می‌گردد و مقطع آن در هیچ حالتی نباید از ۲۰۰mm۲ کمتر باشد (VDE۰۱۴۱) ارتباط سیم زمین با شین یپباید از نظر الکتریکی و مکانیکی کاملاً مطمئن، محکم و بدون مقاوت عبور باشد، لذا بهترین وسیله جوش دادن آن‌ها است. در غیر این صورت باید از پیچ و مهره (حداقل M۱۰) با واشر استفاده شود و در مقابل زنگ ردگی و خرندگی با رنگ محافظت شود.

## تعیین مشخصات تأسیسات زمین حفاظتی
در تعیین مشخصات و ابعاد و طرح تأسیسات زمین حفاظتی شرط اصلی و مهم زیر باید رعایت شود.
۱) اختلاف سطح میل از ۱۲۵ ولت تجاوز نکند.
اختلاف سطح میل همان‌طور که می‌دانیم بستگی به جریان اتصال زمین IE دارد.
۱۲۵ = R. IE
در موقع محاسبه جریان اتصال زمین اگر پست فشار قوی دارای اختلاف سطح‌های مختلفی ۲۲۰kz و ۶۰kv و ۲۰kv و غیره‌است ولی در تمام پست از یک تأسیسات زمین حفاظتی مشترک استفاده می‌شود، باید مقاومت زمین را برای بزرگترین جریان اتصال زمین محاسبه و طرح‌ریزی کرد.
در ضمن باید مدت عبور جریان زمین محدود و کوتاه باشد از خشک شدن زمین اطراف میل زمین که باعث بالا رفتن مقاومت گسترده میل زمین می‌شود جلوگیری گردد.
۲) اختلاف سطح تماسی در خارج از محدوده پست فشار قوی (خارج از محوطه‌ای که با نرده محصور شده‌است) از ۶۵ ولت تجاوز نکند.
شرط دوم را می‌توان با قرار دادن صحیح میل‌ها و نصب نرده‌ها در محل مناسب بیا توسط هدایت کردن صحیح و تنظیم خطوط پتانسیل در زمین توسط میل فرمان بدست آورد که متداول‌ترین و ساده‌ترین آن، قرار دادن یک میل فرمان فولادی به‌طور کمربندی دور تا دور تأسیسات و به فاصله یک متر از آن و در عمق نیم متر زمین است. این میل فرمان را می‌توان با تأسیسات زمین حفاظتی و حتی با نرده فلزی پیرامون تأسیسات متصل و مربوط نمود.
جریانی که در موقع اتصال زمین شبکه از تأسیسات زمین می‌گذرد، در حالت‌های مختلف و شرایط مختلف متفاوت است.
در موقع اتصال یک فاز شبکه که فقط یکی از فازها مثلاً در اثر جرقه یکی از مقره‌ها با زمین تماس پیدا می‌کند، جریان اتصال زمین برابر است با جریان کاپاسیتیودو فاز سالم دیگر؛ لذا این جریان بستگی به ولتاژ Uph و کاپاسیتیه هر کیلومتر سیم Cb و طول سیم بر حسب کیلومتر دارد.
در صورتی‌که در اتصال دوبل زمین (تماس دو فاز مختلف شبکه با زمین) یا در اتصال یک فاز شبکه با زمین در شبکه‌ای که نقطه ستاره ترانسفورماتور آن مستقیماً زمین شده‌است، عملاً یک اتصال کوتاه در شبکه به وجود می‌آید. با این تفاوت که مقاومت زمین نیز در مسیر اتصال کوتاه قرار دارد.
جریان اتصال زمین در این دو حالت خیلی زیاد است، به خصوص اگر قدرت شبکه نیز زیاد باشد؛ ولی چون چنین شبکه هائی مسلماً دارای وسائل حفاظتی (رله جریان زیاد و غیره) در مقابل اتصال کوتاه می‌باشند، لازم نیست که حتماً تأسیسات زمین بر مبنای چنین جریان شدیدی محاسبه و اجرا گردد.
در چنین تأسیساتی، در تأسیساتی که مرکز ستاره آن مستقیماً یا توسط مقاومت محدودکننده جریان زمین شده‌است، اختلاف سطح قدم می‌تواند متناسب با زمان قطع رله حفاظتی از ۱۲۵ ولت تجاوز کند.
در شبکه هائی که جریان اتصال زمین از چند صد آمپر تجاوز می‌کند، مقاومت زمین باید مقادیری در حدود ۳ تا ۳/۰ اهم پیدا کند، لذا به خصوص در چنین مواقعی یا در حالتی که به علت مساعد بودن جنس زمین یا زیاد بودن مقاومت مخصوص زمین یا به هر دلیل تکنیکی دیگر نمی‌توان به آسانی و با صرف هزینه مناسب و متعارفی مقاومت گسترده لازم و مطلوب را برای عملی ساختن دو شرط فوق بدست آورد، برای جلوگیری از اختلاف سطح تماس و قدم زیاد ارزش‌های زیر استفاده می‌شود.
الف – در داخل محوطه تأسیسات فشار قوی
۱) جایگاه متصدیان، جهت تنظیم و فرمان و مراقبت که منجر به تماس برقرار کردن و لمس کردن تابلوهای فلزی می‌شود (زمین جلوی تابلو) باید برای دو برابر اختلاف سطح میل زمین عایق شود و در ضمن تمام تابلوها و قطعات فلزی که زمین شده‌اند به یکدیگر متصل شوند تا دو قطعه فلزی مجاور نسبت به هم اختلاف پتانسیل پیدا نکنند.
۲) کلیه قسمت‌های تابلو که در موقع تنظیم و فرمان به وسیلهٔ انسان لمس می‌شود یا در دست گرفته می‌شود، مثل چرخ و دسته تنظیم‌کننده‌های ولتاژ و عده دور یا رئوستاها و دسته کلیدها و امثال آن باید نسبت به زمین عایق شوند و در روی تابلوئی از مرمر، چوب، فیبر و غیره نصب شوند. البته این موضوع می‌تواند فقط در تأسیسات کوچک قابل اجرا باشد.
۳) جایگاه متصدیان جلوی تابلو با کف پوش فلزی مفروش شود، بطوری‌که با تابلوها و قطعات فلزی مجاور آن در چند نقطه مرتبط باشد. در نتیجه اختلاف سطح تماس از بین می‌رود و برای برطرف کردن خطر ولتاژ قدم، دور تا دور آن حداقل به عرض ۲۵/۱ متر با کف پوش عایقی (فرش لاستیکی) مفروض شود. در تأسیسات خارجی زمین را با موادی با قابلیت هدایت خیلی کم مثل سنگ‌های آتش فشانی یا مصالح ساختمانی دیگر که دارای مقاومت بسیار است و رطوبت را در خود جذب نمی‌کند مفروش می‌کنند.
۴) کف سالن پست فشار قوی با مفتول‌های فلزی پوشانده شود (بتن آرمه) و مفتول‌های فلزی داخل بتن به تأسیسات زمین وصل گردد. این مفتول‌های فلزی باعث می‌شوند که ولتاژ تماس یا ولتاژ قدم به‌طور قابل توجهی کوچک شود. در صورتی‌که کف ساختمان پست قبلاً آماده شده باشد و فاقد بتن آرمه باشد، می‌توان از تسمه فولادی که دور تا دور ساختمان به دیوار و تقریباً در سطح زمین کشیده و به تأسیسات زمین وصل می‌شود استفاده کرد. این تسمه فولادی سبب می‌شود که با میله هائی از فولاد که جهت نگهداشتن آن درفواصل یک متری به دیوار کوبیده می‌شود، پتانسیل زیاد جلوگیری گردد.
۵) در پست‌های فشار قوی خارجی می‌توان با قرار دادن مفتول‌های فولادی یا توری فلزی در کف زمین اطراف نزدیک ترانسفور ماتورها و تابلوها و قطهات فلزی دیگر از به وجود آمدن اختلاف سطح تماس و قدم بیشتر از ۱۲۵ ولت جلوگیری کرد.
ب – در خارج محوطه تأسیسات فشار قوی
در صورتی‌که در خارج از محوطه تأسیسات فشار قوی یا در پشت نرده هائی ه به منظور محصور کردن پست کشیده شده، اختلاف سطح تماس از ۶۵ ولت و اختلاف سطح قدم از ۹۰ ولت تجاوز کند، باید برای جلوگیری از خطرات احتمالی آن یکی از روش‌های زیر بکار گرفته شود.
۱ – نرده‌ها را دور از تأسیسات کشیده تا محوطه با فشار قدم غیرمجاز در داخل تأسیسات قرار گیرد.
۲ – در تأسیسات زمین از میل فرمان پتانسیل استفاده کرد.
۳ - زمین اطراف پست فار قوی را از زمین داخل پست جدا کرد.

## سنجش مقاومت گسترده زمین
مقاومت گسترده زمین باید پس از تأسیس و تکمیل شبکه زمین به‌طور دقیق سنجیده شده و مورد آزمایش قرار گیرد زیرا مسلماً مقاومت گسترده زمین با آنچه که توسط محاسبه بدست آمده‌است به علت مشخص نبودن دلیل مقاومت مخصوص زمین کم و بیش متفاوت خاوهد بود. حتی پیش نهاد می‌شود که هر پنج سال یک بار این سنجش تکرار شود. تا متصدیات مربوطه از وضعیت و کیفیت زمین آگاهی کافی داشته باشند. به دین مناسبت دستگاه‌های سنجش بسیار دقیق ساخته شده که می‌توان با آن به‌طور مستقیم و خیلی ساده گسترده میل را تعیین کرد.
در این دستگاه با چرخاندن دسته اندوکتور ۱ (مولد جریان متناوب) جریان متناوبی ایجاد می‌شود که مدارآن از طریق سیم پیچی زکوندرترانسفورماتور۲ و میل زمین E و زمین ومیل کمکی H بسته می‌شود. سیم پیچی زکوندرترانسفورماتور روی مقاومت ۳ بسته شده‌است و همیشه جریانی برابر جریان سیم پیچی پریمراز آن عبور می‌کند (نسبتاً) تبدیل ۱:۱) یک طرف سیم سیم پیچی پریمر که به میل زمین وصل می‌شود مرتبط است. ما بین کنتاکت متغیر رئوستای و سوند S یک سوکننده کنتاکتی ۵ قرار دارد که هم‌زمان با گرداندن دسته‌اند و کتور می‌گردد و جریان یک سو شده آن گالوانو متر۴ را تغذیه می‌کند. اگر قسمتی از مقاومت رئوستای ۳ به طریقی در مدار قرار گیرد که عقربه گالوانومتر در ضمن گرداندن اندوکتور روی صفر ثابت باشد، اختلاف سطح U۱ ما بین میل سوند با اختلاف سطح U۲ که روی مقاومت ۳ قرار دارد برابر خواهد شد و مقاومتی که رئوستا در این حالت نشان می‌دهد برابر مقاومت گسترده میل تا سوند است.
حال اگر میل کمکی را به فاصله دوری از میل زمین، در زمین هموار بکوبیم و سوند را تقریباً در وسط آن دو (بین میل زمین و میل کمکی) در زمین فرو ببریم، مقاومت سنجیده شده برابر مقاومت گسترده میل زمین است.
در میل عمقی و صفحه‌ای این فاصله معمولاً۴۰ متر است و سوند در فاصله ۲۰ متری میل زمین قرار می‌گیرد در تأسیسات زمین گسترده و سطحی باید این فواصل ۵/۲ متر و ۵ برابر بزرگترین طول یکی از اشعه‌های زمین سطحی باشد. در صورتی که دستگاه مخصوص سنجش مقاومت زمین در دسترس نباشد می‌توان به کمک یک آمپر متر و یک ولت‌متر به شرطی که مقاومت ولت‌متر خیلی زیاد باشد (حداقل ۱۰ برابر مقاومت گسترده سوند زمین) مقاومت گسترده میل زمین را سنجید. برای این منظور بهترین وسیله ولت‌متر الکترونی است.
برای سنجش اختلاف سطح قدم و اختلاف سطح تماس از یک ولت‌متر که مقاومت داخلی آن در حدود KΩ ۳ باشد و دو الکترود کمکی که سطح تماس آن با زمین در حدود ۲۰۰ cm۲ است و با فشار حداقل ۲۵kp در روی زمین فشرده شود استفاده می‌شود.
برای تعیین ولتاژ تماس قسمت دلخواهی از تأسیسات دو الکترود در کنار هم و به فاصله یک متر از محلی که می‌خواهیم اختلاف سطح تماس آن را بسنجیم قرار داده می‌شود. در این حالت ولت‌متر بین بدنه تأسیسات و دو الکترود که موازی وصل شده‌اند قرار می‌گیرد.

## سنجش مقاومت مخصوص زمین
مقاومت مخصوص زمین حتی در نقاط مختلف محوطه محدودی که تأسیسات فشار قوی یا نیروگاه را در برخواهد گرفت نیز متفاوت است. بط. ریکه اغلب این اختلاف‌ها در نقاط مختلف به دو تا سه برابر یکدیگر می‌رسد.
این تفاوت‌های زیاد همان‌طور که می‌دانیم بستگی به ترکیبات زمین و رطوبت نقاط مختلف زمین دارد؛ لذا به جایی تعیین مقاومت مخصوص زمین باید اولاً چندین سنجش در نقاط مختلف زمین انجام گیرد و از نتایج حاصل میانگین گرفته شود. در ثانی باید سنجش در زمانی انجام گیرد که زمین به علت بارندگی یا دلایل دیگر خیس یا مرطوب نشده باشد، لذا حتماً باید در اواخر تابستان که مدت مدیدیست بارندگی نشده و زمین تقریباً خشک شده‌است، این آزمایش‌ها انجام شود.
برای سنجش مقاومت مخصوص زمین در صورتی‌که بعداً از میل سطحی استفاده می‌شود. معمولاً از میل‌های به طول ۱ تا ۲ متر و به قطر ۳ سانتیمتر استفاده می‌شود. این میل‌ها توسط پتک‌های هیدرولیکی یا مکانیکی بدون ایجاد لرزش و ارتعاش در زمین به طریقی کوبیده می‌شود تا حتی الامکان ارتباط میل با زمین در تمام سطح لوله محکم باشد. در موقع کوبیدن میل در زمین باید از پاشیدن آب به هر عنوان جلوگیری شود.
برای تعیین مقاومت مخصوص اعماق زمین به همین نسبت از لوله‌های طویل تر تا ۱۵ متر استفاده شود که البته اغلب اشکال کوبیدن آن کمتر از اشکالاتی است که بعداً در موقع درآوردن آن از زمین به وجود می‌آید. این میله‌ها نیز اغلب یک متری هستند و در روی یکدیگر سوار می‌شوند. پس از کوبیدن میل مثلاً در عمق ۱ تا ۲ متر مقاومت گسترده آن توسط پل مخصوص می‌سنجیم
به‌طور مثال اگر قطر میل آزمایشی d = ۳ سانتیمتر و طول آن L=۱۵۰cmباشد و مقاومت گسترده این میل در نقاط مختلف زمین به ترتیب Ω ۸۰ و Ω ۶۰ و Ω ۶۵ سنجیده شود.

## زمین کردن دکل‌های انتقال انرژی
انواع و اقسام دکل‌های آهنی یا بتن آرمه و حتی نوارهای فلزی و سیم‌های نگهدارنده تیرهای چوبی به خاطر اینکه در موقع برخورد صاعقه خورد نشوند باید زمین شوند و در ضمن باید سعی شود که مقاومت گسترده زمین لازم و مجاز توسط خود پایه یا فونداسیون دکل تأمین شود.
دکل‌های فشار قوی ۱۱۰ kv و بالاترکه در زمین‌های مزروعی یا محل هائی که در مسیر رفت‌وآمد مردم است نصب می‌شوند باید به خاطر کوچک کردن ولتاژ قدم در اطراف نزدیک دکل با یک میل فرمان کمربندی که با دکل در ارتباط است محصور گردد. این میل در فاصله ۱ متری از دکل و به عمق ۲/۰ تا حداکثر ۵/۰ متر در زمین چال شده و دور تا دور دکل را احاطه می‌کند.
در صورتی‌که فاصله دکل‌ها از خیابان پر رفت‌وآمد کمتر از ۱۵ متر است باشد علاوه بر نصب میل فرمان سعی شود که در داخل خیابان اختلاف سطح قدم از مقادیری که برای خارج از محدوده تأسیسات داده شده‌است تجاوز نکند و در دکل هائی که در داخل مناطق مسکونی نصب می‌شوند باید ولتاژ تماسی از مقادیر شکل ۱۸ منحنی a برای خارج از محدوده تأسیسات تجاوز نکند.
هر چه تعداد این حلقه‌ها بیشتر باشد به همان مقدار نیز ولتاژ تماس در محوطه فرمان داده شده کم می‌شود. معمولاً برای فرمان پتانسیل ۳ حلقه یا سه ردیف میل فرمان کافی است.
به خاطر اثر متقابل میله‌های فرمان شدت جریانی که از میل فرمان انتهائی خارج می‌شود از همه بزرگتر است و به همین جهت تقسیم پتانسیل نیز در آخرین میل فرمان نامناسب تر از میل‌های دیگر انجام می‌گیرد؛ لذا همیشه ولتاژ قدم بزرگی در حد فاصل بین قسمت فرمان گرفته و فرمان نگرفته ایجاد می‌شود که به خصوص برای چهار پایان ممکن است خطراتی به وجود آورد. برای رفع این عیب اغلب میل‌های فرمان در یک سطح در زمین چال نمی‌شوند، بلکه در اعماق مختلف زمین قرار می‌گیرند.
در چنین حالتی پتانسیل قدم و تماس در تمام قسمت‌های فرمان گرفته و حد فاصل بین آخرین میل با زمین نیز کوچک می‌شود. به‌طوری‌که فشار قدم از ۹۰ ولت و فشار تماس از ۶۵ ولت تجاوز نخواهد کرد.
در صورتی که در اطراف دکل هائی که در مناطق پرجمعیت و پر رفت‌وآمد و خیابان‌های اتومبیل رو نصب می‌شوند، نتوان اختلاف سطح مجاز قدم و تماس را طبق شکل ۱۷ و ۱۸ تأمین کرد، باید مراقبت‌های زیر انجام گیرد.
۱) بازدید و مراقبت کامل از ایزولاتورها، حداکثر هر ۶ ماه یک بار و همین‌طور سنجش مقاومت گسترده زمین با برقرار کردن یک جریان‌گذاری قوی در حدود ۶۰ K A در دکل.
۲) انتخاب ایزولاتورهای مناسب با در نظر گرفتن شرایط و آتمسفر منطقه برای اطمینان بیشتر در اتصال زمین نشدن مقره‌ها.

## طرح زمین الکتریکی
زمین الکتریکی همان‌طور که گفته شد مربوط به قسمتی از تأسیسات است که متعلق به مدار الکتریکی است مثل زمین کردن نقطه صفر ستاره ترانسفور ماتور، زمین کردن سلف زمین، زمین کردن نقطه صفر ژنراتور به کمک مقاومت یا بدون مقاومت و زمین کردن یک طرف سیم پیچی زکوندر ترانسفورماتورهای جریان ولتاژ وغیره.
در موقع محاسبه تأسیسات زمین الکتریکی باید شرایط زیر را در نظر گرفته شود:
۱- ماکسیمم جریانی که در موقع اتصال زمین شبکه از آن می‌گذرد مبنا قرار داده شود. این جریان در شبکه‌ای که نقطه صفر ستاره آن مستقیماً زمین شده‌است برابر است با جریان اتصال زمین شبکه و در صورتی که نقطه صفر ستاره آن توسط مقاومت محدودکننده جریان، زمین شده باشد، جریان زمین برابر است با جریانی که از سلف زمین می‌گذرد. جریان سلف زمین در یک پیچکی که خوب و متناسب با جریان کاپاسیتیو زمین شبکه سنجیده و محاسبه شده باشد برابر است با جریان کاپاسیتیو اتصال زمین شبکه.
۲- در شبکه و تأسیساتی که دارای ولتاژهای مختلف می‌باشند ولی از یک سو زمین مشترک‌الکتریکی استفاده می‌شود، این زمین برای شبکه‌ای که جریان نقطه ستاره آن ماکسیمم و از بقیه کمتر محاسبه می‌شود.
۳- در صورتی که در تأسیسات زمین الکتریکی در موقع اتصال زمین شدن شبکه، ولتاژ زمین بزرگتر از ۱۲۵ ولت شود، باید سیم‌های رابط به زمین الکتریکی را عایق و در مقابل تماس سهوی و عمدی محافظت کرد.
در هر صورت باید تأسیسات زمین طوری محاسبه و طرح شوند که به هیچ وجه باعث به مخاطره انداختن اشخاص نشود. بدین جهت باید قسمت هائی که ولتاژ زیاد می‌گیرند محدود و محصور کرد یا اینکه از به وجود آمدن ولتاژ قدم بیش از ۶۰ ولت با استفاده از میل فرمان و وسایل دیگر جلوگیری شود.
همان‌طور که گفته شد تأسیسات زمین الکتریکی را باید طوری ساخت که اختلاف سطح میل یا زمین‌کننده از ۱۲۵ ولت تجاوز نکند، این اصل البته در صورتی امکان‌پذیر است که جریانی که از نقطه صفر ستاره به روری تأسیسات میل زمین عبور می‌کند از حدود ۱۰۰ آمپر بیشتر نشود. این موضع فقط در موقع زمین کردن نقطه ستاره ژنراتور مراعات می‌شود، آن هم به خاطر این که جریان زیاد اتصال بدنه، باعث سوزاندن آهن دندانه‌های استاتو می‌گردد ولی جریان‌های اتصال زمین در شبکه کمپانزه شده ممکن است گاهی از ۱۰۰ آمپر تجاوز کند و جریان اتصال زمین در شبکه هائی که نقطه صفر ستاره ان مستقیماً زمین شده همیشه از ۱۰۰ آمپر بیشتر است زیرا در حقیقت چنین اتصالی تشکیل یک اتصال کوتاه یک قطبه را می‌دهد و متناسب با شدت جریان و مقاومت زمین، اختلاف سطح میل زمین ممکن است از چندین صد ولت و حتی چند هزار ولت هم تجاوز کند. این اختلاف سطح زیاد البته مدت زیادی پا بر جا نمی‌ماند زیرا حتماً رله جریان زیاد شبکه، جریان اتصال کوتاه قطبه را در زمانی کوتاه‌تر از یک ثانیه قطع خواهد کرد.